# Фабріс Н'Сакала
Фабріс Н'Сакала (фр. Fabrice N'Sakala, нар. 21 липня 1990, Ле-Блан-Меніль) — французький і конголезький футболіст, півзахисник турецького «Аланьяспора» і національної збірної Демократичної Республіки Конго.

## Клубна кар'єра
Народився 21 липня 1990 року у французькому місті Ле-Блан-Меніль. Вихованець юнацьких команд футбольних клубів «Бонді» та «Труа».
У дорослому футболі дебютував 2008 року виступами за команду клубу «Труа», в якій провів п'ять сезонів, взявши участь у 97 матчах чемпіонату.
До складу бельгійського «Андерлехта» перейшов 29 серпня 2013 року, уклавши трирічний контракт. В першому ж сезоні виграв з командою національний чемпіонат та Суперкубок Бельгії, проте основним гравцем так і не став, тому влітку 2016 року був відданий в оренду в турецький «Аланьяспор». Влітку 2017 після успішної оренди турецький клуб викупив контракт Н'Сакала.

## Виступи за збірні
2006 року дебютував у складі юнацької збірної Франції, взяв участь у 10 іграх на юнацькому рівні. 2011 року провів одну гру в складі молодіжної збірної Франції.
2015 року прийняв пропозицію на рівні національних команд захищати кольори своєї історичної батьківщини і того ж року дебютував в офіційних матчах у складі національної збірної Демократичної Республіки Конго. Наразі провів у формі головної команди цієї африканської країни 9 матчів.

## Досягнення
- Чемпіон Бельгії (1):

«Андерлехт»: 2013-14
- Володар Суперкубка Бельгії (1):

«Андерлехт»: 2014
- Чемпіон Туреччини (1):

«Бешикташ»: 2020-21
- Володар Кубка Туреччини (1):

«Бешикташ»: 2020-21